# Coelurus
Genre
Espèce
Cœlurus (« queue creuse ») est un genre éteint de dinosaures coeluridés ayant vécu au Kimméridgien (Jurassique supérieur), il y a environ entre 155 et 152 Ma (millions d'années),.

## Description
Certains scientifiques le considéraient comme étant un seul et même animal qu'Ornitholestes, mais de nouvelles études (Carpenter et al., 2005) démontrent qu'il s'agit plutôt de deux genres fort différents. Cœlurus a des proportions corporelles plus fines que celles d'Ornitholestes, avec des vertèbres allongées et creuses[réf. nécessaire] (d'où son nom). Il mesurait environ 2 m de long, 80 cm de haut pour 60 kg[réf. nécessaire]. Il fut découvert en 1879 dans la formation de Morrison à Como Bluff, Wyoming, aux États-Unis et fut décrit par Othniel Charles Marsh.